# Filippo Galassi
Filippo Galassi (* 7. Februar 1856 in Rom; † 15. September 1920 in Frascati) war ein italienischer Bauingenieur.

## Leben
Filippo Galassi wurde am 7. Februar 1856 als Sohn von Luigi, einem Professor für Pathologie, und Clotilde Cicognani in Rom geboren. Seine Ausbildung erhielt er am Archiginnasio romano und an der Ingenieurschule, wo er 1876 seinen Abschluss in Bauingenieurwesen machte. Als Schüler von F. Azzurri und G. Riggi arbeitete er an den Plänen für die britische Botschaft in der Nähe der Porta Pia und den Stroganoff-Palast in der Via Sistina mit. Seine Laufbahn begann er 1879 mit seinem Erstlingswerk, der Renovierung des Palazzo Cicognani, bei dem er auf Vorbilder aus dem 16. Jahrhundert zurückgriff. Seite Tätigkeit umfasste sowohl den privaten als auch den öffentlichen Sektor. 1892 wurde er Chefingenieur der Römischen Krankenhäuser. Während seiner gesamten Laufbahn wurde er immer wieder mit dem Bau von Krankenhäusern befasst. In Ferrara gehörte er zu den Planern des neuen Sant’Anna-Krankenhauses, das nach seinem Tod fertiggestellt wurde.
Von 1901 bis 1902 war er Präsident der Associazione artistica fra i cultori di architettura (AACAr). Im Rahmen der Vereinigung widmete sich Galassi dem Studium der Theorien der Stadtplanung. Von 1905 bis 1907 war er Stadtrat in Rom. 1914 wurde er wiedergewählt und blieb bis 1920 Stadtrad für Bauwesen.
Ab 1905 war er Mitglied der Accademia di San Luca und der Virtuosi al Pantheon. Als Vizepräsident der Gesellschaft italienischer Ingenieure und Architekten gehörte er 1906 zu den Gründern der Schule für Bauassistenten.
Bei seinen Planungen wurde er häufig von seinem Bruder Francesco unterstützt. Zu seinen Arbeiten gehörte unter anderem die Renovierung der Villino Scafi, der Villino Borghese del Vivaro, der Tuberkuloseklinik und der American Academy.